# Холандски брест
Холандски брест (Ulmus x hollandica Miller, 1768). Овим именом обухваћен је један или више хибрида између брдског и пољских брестова, потомство настало повратним укрштањем као и међусобним укрштањем хибрида. Према Melville-у U. x hollandica је троструки хибрид U. glabra x carpinifolia x plotii, док Fontaine даје две претпоставке: U. carpinifolia x glabra или U. carpinifolia x plotii. Синоним је и U. dippelana Schneider (1904).

## Опис врсте
Високо дрво са отвореном круном, кратким деблом, и висећим гранама по ободу. Достиже висину од 35-40 m, а прсни пречник и до 2 m. Bean наводи да је у Kew Gardens у Лондону до 1910. било једно стабло старо 150 година, високо 37 m и 4,7 m у пречнику. Хабитус варијабилан зависно од клона. Младе гранчице углавном голе или незнатно длакаве. Кора дубоко избраздана.
Лист јајастоелиптичан до широкоелиптичан, 8-12 cm дуг, кратко зашиљен, у основи асиметричан (код култивара 'Vegeta' лиска не почиње од дршке већ од бочног нерва), половина срцаста у основи почиње ниже на дршци, а она са клинастом основом више. Лист с лица го, а са наличја јаче длакав, углавном у пазусима бочних нерава, двоструко тестераст; са 12-14 пари нерава. Петељка 6-10 mm.
Цветови у седећим главичастим цвастима. Цвет најчешће са четворорежњевитим перигоном и са 4 прашника.
Плод широкообјајаст, 2-2,5 cm дуг, са урезом који скоро допире до семена или га додирује.

## Култивари
Постоји најмање 30 унутарврсних култивара холандског бреста од којих је преко пола више није у култивацији због холандске болести. Важнији култивари су:
- 'Belgica' (Kruessmann, 1958)(syn: U. belgica Weston(1775); U. scabra var. belgica Bailey (1902); U. belgica Burgsd.; U. latifolia Poederle; U. batavina K. Koch.; U. campestris var. latifolia Gillekens (1891); U. hollandica belgica (Burgsd.) Rehd.)

Култивар пореклом из Белгије, настао око 1694. године. Дрво високо до 40 m, правог стабла и широке круне у старости, по хабитусу сличније брдском него пољским брестовима, али млади избојци су виткији и до јесени оголе. Листови су ужи и грубље тестерасти, са продуженим врхом, дуги 10-15 cm и 5-6 cm широки, са лица тамнозелени, а са наличја меко длакави, са 14-18 пари бочних нерава, при основи веома заобљени. Лисна дршка око 6 mm. Плодови елиптични, 2-2,5 cm дуги, семе ближе врху криоца.
- 'Wredei' (Kruessmann, 1958)(syn: U. dampieri var. Wredei Juhlke (1877); U. Wreedi aurea Leach (1893); U. 'Dampieri Aurea') Клон са ускопирамидалном круном, густо распоређеним златножутим (златни брест), широкоовалним листовима који су двостроко тестерасти, са дубоко усеченим зупцимана и кратким петељкама. често га описују као варијетет клона 'Dampieri'. Настао је 1875. у арборетуму Alt-Geltow, близу Потсдама - Немачка. Има претпоставки да је у питању химера јер понекад развија зелене гране идентичне са U. x hollandica 'Dampieri'[4].

- 'Elegantissima' Према Beanu (1980), овај хибрид издвојен је и описан као посебна врста у Flora of Leicestershire and Rutland Ulmus x elegantissima Horwood (1933), а Melville је сматра природним хибридом између U. plotii и U. glabra. Јавља се доста често у долини Трент јужно од Хартфордшира и Есекса. Веома је варијабилна са најразличитијим комбинацијама различитих родитељских особина.

- 'Jacqueline Hillier' је култивар који припада овој хибридној врсти, а пронађен је у једном врту у Мидландсу, где су га открили и дали му име господа Hillier 1967. године. Култивар је жбунаст, 3-4 m висок, са веома густом крошњом и малим рапавим листовима, 2-3 cm дугим, грубо двоструко тестерастим, на смеђим сомотасто длакавим гранчицама.

Остали култивари 
| - 'Alba' - 'Angustifolia' - 'Balder' - 'Bea Schwarz' - 'Blandford' | - 'Cinerea' - 'Dauvessei' - 'Daveyi' - 'Dumont' - 'Eleganto-Variegata' | - 'Fjerrestad' - 'Freja' - 'Fulva' - 'Gaujardii' - 'Groeneveld' | - 'Haarlemensis' - 'Hillieri' - 'Hollandica' - 'Loke' - 'Major' | - 'Macrophylla Aurea' - 'Microphylla' - 'Modiolina' - 'Muscaviensis' - 'Odin' | - 'Pioneer' - 'Purpurascens' - 'Serpentina' - 'Smithii ' - 'Superba' | - 'Tricolor' - 'Vegeta' - 'Virens' - 'Viscosa' - 'Ypreau' |